# 6-та паралель північної широти
6-та паралель північної широти — лінія широти, що лежить на 6 градусів північніше земної екваторіальної площини. Вона проходить через Африку, Індійський океан, Південно-Східну Азію, Тихий океан, Південну Америку та Атлантичний океан.

## Список географічних об'єктів, що перетинає 6° пн. ш.
Починаючи з Гринвіцького меридіану та рухаючись на схід, 6-та паралель північної широти проходить через:
| Координати                                                 | Країна, територія або море       | Примітки |
| ---------------------------------------------------------- | -------------------------------- | --- |
| 6°0′ пн. ш. 0°0′ сх. д. / 6.000° пн. ш. 0.000° сх. д.      | Гана                             | |
| 6°0′ пн. ш. 1°3′ сх. д. / 6.000° пн. ш. 1.050° сх. д.      | Атлантичний океан                | Бенінська затока — проходить південніше Ломе, Того |
| 6°0′ пн. ш. 4°53′ сх. д. / 6.000° пн. ш. 4.883° сх. д.     | Нігерія                          | |
| 6°0′ пн. ш. 9°3′ сх. д. / 6.000° пн. ш. 9.050° сх. д.      | Камерун                          | |
| 6°0′ пн. ш. 14°26′ сх. д. / 6.000° пн. ш. 14.433° сх. д.   | Центральноафриканська Республіка | |
| 6°0′ пн. ш. 26°46′ сх. д. / 6.000° пн. ш. 26.767° сх. д.   | Південний Судан                  | |
| 6°0′ пн. ш. 35°0′ сх. д. / 6.000° пн. ш. 35.000° сх. д.    | Ефіопія                          | |
| 6°0′ пн. ш. 46°2′ сх. д. / 6.000° пн. ш. 46.033° сх. д.    | Сомалі                           | |
| 6°0′ пн. ш. 48°57′ сх. д. / 6.000° пн. ш. 48.950° сх. д.   | Індійський океан                 | |
| 6°0′ пн. ш. 73°4′ сх. д. / 6.000° пн. ш. 73.067° сх. д.    | Мальдіви                         | Проходить через атол Шавійані[en] |
| 6°0′ пн. ш. 73°17′ сх. д. / 6.000° пн. ш. 73.283° сх. д.   | Індійський океан                 | |
| 6°0′ пн. ш. 80°16′ сх. д. / 6.000° пн. ш. 80.267° сх. д.   | Шрі-Ланка                        | Проходить через острів Шрі-Ланка |
| 6°0′ пн. ш. 80°46′ сх. д. / 6.000° пн. ш. 80.767° сх. д.   | Індійський океан                 | Проходить північніше острова Вех[en], Індонезія Проходить південніше мису Індіра[en], острів Великий Нікобар, Індія                                                                                                |
| 6°0′ пн. ш. 100°20′ сх. д. / 6.000° пн. ш. 100.333° сх. д. | Малайзія                         | Кедах у півострівній Малайзії |
| 6°0′ пн. ш. 101°6′ сх. д. / 6.000° пн. ш. 101.100° сх. д.  | Таїланд                          | Провінції Яла[en] та Наратхіват[en] |
| 6°0′ пн. ш. 101°58′ сх. д. / 6.000° пн. ш. 101.967° сх. д. | Малайзія                         | Келантан у півострівній Малайзії |
| 6°0′ пн. ш. 102°26′ сх. д. / 6.000° пн. ш. 102.433° сх. д. | Південнокитайське море           | |
| 6°0′ пн. ш. 116°2′ сх. д. / 6.000° пн. ш. 116.033° сх. д.  | Малайзія                         | Проходить через острови Гая[en] і Калімантан Сабах |
| 6°0′ пн. ш. 117°42′ сх. д. / 6.000° пн. ш. 117.700° сх. д. | Затока Лабук                     | |
| 6°0′ пн. ш. 117°55′ сх. д. / 6.000° пн. ш. 117.917° сх. д. | Малайзія                         | Проходить через острів Калімантан Сабах |
| 6°0′ пн. ш. 118°2′ сх. д. / 6.000° пн. ш. 118.033° сх. д.  | Море Сулу                        | Проходить через острови архіпелага Сулу, Філіппіни |
| 6°0′ пн. ш. 120°53′ сх. д. / 6.000° пн. ш. 120.883° сх. д. | Філіппіни                        | Проходить через острови Холо та Балангінгі |
| 6°0′ пн. ш. 121°41′ сх. д. / 6.000° пн. ш. 121.683° сх. д. | Море Сулавесі                    | Проходить південніше острова Тонгкіл, Філіппіни |
| 6°0′ пн. ш. 124°35′ сх. д. / 6.000° пн. ш. 124.583° сх. д. | Філіппіни                        | Проходить через острів Мінданао |
| 6°0′ пн. ш. 125°7′ сх. д. / 6.000° пн. ш. 125.117° сх. д.  | Затока Сарангані[en]             | |
| 6°0′ пн. ш. 125°17′ сх. д. / 6.000° пн. ш. 125.283° сх. д. | Філіппіни                        | Проходить через острів Мінданао |
| 6°0′ пн. ш. 125°41′ сх. д. / 6.000° пн. ш. 125.683° сх. д. | Тихий океан                      | Проходить північніше атола Намолук[en], Федеративні Штати Мікронезії Проходить північніше атола Сапвуахфік[en], Федеративні Штати Мікронезії Проходить південніше атола Пінгелап[en], Федеративні Штати Мікронезії |
| 6°0′ пн. ш. 169°26′ сх. д. / 6.000° пн. ш. 169.433° сх. д. | Маршаллові Острови               | Проходить через атол Джалуїт[en] |
| 6°0′ пн. ш. 169°44′ сх. д. / 6.000° пн. ш. 169.733° сх. д. | Тихий океан                      | |
| 6°0′ пн. ш. 172°4′ сх. д. / 6.000° пн. ш. 172.067° сх. д.  | Маршаллові Острови               | Проходить через атол Мілі[en] |
| 6°0′ пн. ш. 172°6′ сх. д. / 6.000° пн. ш. 172.100° сх. д.  | Тихий океан                      | Проходить північніше атола Пальміра, Зовнішні малі острови США |
| 6°0′ пн. ш. 77°20′ зх. д. / 6.000° пн. ш. 77.333° зх. д.   | Колумбія                         | |
| 6°0′ пн. ш. 67°25′ зх. д. / 6.000° пн. ш. 67.417° зх. д.   | Венесуела                        | |
| 6°0′ пн. ш. 61°19′ зх. д. / 6.000° пн. ш. 61.317° зх. д.   | Спірна зона                      | Контролюється Гаяною, претендує Венесуела |
| 6°0′ пн. ш. 58°34′ зх. д. / 6.000° пн. ш. 58.567° зх. д.   | Гаяна                            | |
| 6°0′ пн. ш. 57°9′ зх. д. / 6.000° пн. ш. 57.150° зх. д.    | Атлантичний океан                | |
| 6°0′ пн. ш. 55°3′ зх. д. / 6.000° пн. ш. 55.050° зх. д.    | Суринам                          | Проходить через крайню північну точку — приблизно на 3 км |
| 6°0′ пн. ш. 55°1′ зх. д. / 6.000° пн. ш. 55.017° зх. д.    | Атлантичний океан                | |
| 6°0′ пн. ш. 10°12′ зх. д. / 6.000° пн. ш. 10.200° зх. д.   | Ліберія                          | |
| 6°0′ пн. ш. 7°47′ зх. д. / 6.000° пн. ш. 7.783° зх. д.     | Кот-д'Івуар                      | |
| 6°0′ пн. ш. 3°5′ зх. д. / 6.000° пн. ш. 3.083° зх. д.      | Гана                             | |